# Réseau des villes francophones et francophiles d'Amérique
Le Réseau des villes francophones et francophiles d'Amérique (RVFFA) était un partenariat économique, touristique et administratif entre différentes villes des continents américains.
Au 31 mars 2019, le RVFFA comptait 152 villes et comtés membres, répartis entre le Canada, les États-Unis, Haïti et la France (Guadeloupe, Martinique, Guyane).
Ce partenariat fut dissous en janvier 2021 par la municipalité de Québec, en raison de la pandémie de COVID-19 et considérant la difficulté de maintenir les villes membres engagées.

## Historique
En 2008, le maire de Québec (Régis Labeaume) propose la création d'un réseau continental de municipalités ayant en commun une histoire, un patrimoine et pouvant associer leurs expertises et expériences réciproques.
Les maires de Moncton (Nouveau-Brunswick) et de Lafayette (Louisiane) se sont immédiatement joints à cette initiative afin de créer un premier noyau dur du futur réseau.
En 2015, à l'initiative de ces trois fondateurs et à la faveur d'une collaboration avec le Centre de la francophonie des Amériques (CFA), le RVFFA est créé.
En 2018, le Centre de la francophonie des Amériques (basé à Québec) se voit confier les responsabilités de fonctionnement administratif du RVFFA, dans le cadre d'une entente avec la Ville de Québec. À partir de ce moment le CFA a la charge de promouvoir les activités visant la pérennité du RVFFA; d'effectuer un travail de consultation auprès des villes membres et des communautés francophones afin d'élaborer un plan stratégique; d'accompagner les villes membres dans leurs projets de circuits touristiques ainsi que tout autre projet lié.

## Objectifs
Le Réseau des villes francophones et francophiles d’Amérique poursuivait quatre grands objectifs:
- Mettre en valeur la richesse et la vitalité du patrimoine francophone
- Valoriser les milieux culturels francophones et francophiles
- Développer des alliances économiques et stratégiques
- Promouvoir les attraits touristiques des villes membres sur la scène internationale